# Cantonul Roisel
Cantonul Roisel este un canton din arondismentul Péronne, departamentul Somme, regiunea Picardia, Franța.

## Comune
| Comune                 | Populație (1999) | Cod poștal | Cod INSEE |
| ---------------------- | ---------------- | ---------- | --------- |
| Aizecourt-le-Bas       | 60               | 80240      | 80014     |
| Bernes                 | 331              | 80240      | 80088     |
| Driencourt             | 85               | 80240      | 80258     |
| Épehy                  | 1 088            | 80740      | 80271     |
| Fins                   | 257              | 80360      | 80312     |
| Guyencourt-Saulcourt   | 148              | 80240      | 80404     |
| Hancourt               | 100              | 80240      | 80413     |
| Hervilly               | 204              | 80240      | 80434     |
| Hesbécourt             | 65               | 80240      | 80435     |
| Heudicourt             | 502              | 80122      | 80438     |
| Liéramont              | 182              | 80240      | 80475     |
| Longavesnes            | 104              | 80240      | 80487     |
| Marquaix               | 210              | 80240      | 80516     |
| Pœuilly                | 105              | 80240      | 80629     |
| Roisel                 | 1 929            | 80240      | 80677     |
| Ronssoy                | 612              | 80740      | 80679     |
| Sorel                  | 163              | 80240      | 80737     |
| Templeux-la-Fosse      | 171              | 80240      | 80747     |
| Templeux-le-Guérard    | 211              | 80240      | 80748     |
| Tincourt-Boucly        | 389              | 80240      | 80762     |
| Villers-Faucon         | 625              | 80240      | 80802     |
| Vraignes-en-Vermandois | 148              | 80240      | 80812     |